# Тайсон, Сисели
Сисели Тайсон (англ. Cicely Tyson, 19 декабря 1924 — 28 января 2021) — американская актриса. В 1972 году номинировалась на премию «Оскар» за лучшую женскую роль в фильме «Саундер». Два года спустя она выиграла «Эмми» за лучшую женскую роль в мини-сериале или фильме за главную роль в телефильме «Автобиография мисс Джейн Питтман».
Тайсон за свою карьеру одиннадцать раз номинировалась на «Эмми», выиграв три статуэтки. В 2013 году она получила премию «Тони» за лучшую женскую роль в пьесе за работу в «Поездке в Баунтифул». Также она получила две премии «Драма Деск», приз Национального совета кинокритиков США и премию Гильдии актёров США как участнице актёрского состава фильма 2011 года «Прислуга». В 1997 году Тайсон была удостоена именной звезды на Голливудской аллее славы.

## Ранние годы
Тайсон родилась и выросла в Гарлеме, Нью-Йорк, в бедной афроамериканской семье Теодосии и Уильяма Тайсона, иммигрировавших в США из Сент-Китс и Невис в Вест-Индии. В восемнадцатилетнем возрасте она начала работать фотомоделью, появляясь на обложке журнала Ebony. Вскоре она начала изучать актёрское мастерство, однако религиозная мать Тайсон была против этого, и после получения первой актёрской работы она выгнала её из дома.

## Карьера
Дебют Тайсон в кино состоялся в 1956 году, с роли второго плана в эксплуатационном Б-фильме «Карибское золото». В последующие годы она отказывалась от ролей в фильмах подобного жанра, говоря в интервью, что лучше будет безработной. Три года спустя она дебютировала на Нью-Йоркской театральной сцене. В 1961 году она появилась на офф-бродвейской сцене в длительной пьесе Жана Жене «Действия Негров». В 1962 году она получила премию «Драма Деск» за роль в офф-бродвейской пьесе Moon on a Rainbow Shawl. Это помогло получить ей эпизодические роли на телевидении, в таких сериалах как «Медсёстры», «Обнаженный город» и «Дымок из ствола». На регулярной основе она играла роль секретаря в недолго просуществовавшем сериале CBS «Ист-Сайд/Вест-Сайд», который транслировался в 1963—64 годах. Затем она присоединилась к дневной мыльной опере «Направляющий свет». Также у неё были малые роли в кинофильмах «Комедианты» (1967) и «Сердце — одинокий охотник» (1968).
В 1972 году Тайсон была номинирована на премию «Оскар» за лучшую женскую роль в фильме «Саундер», но премия в итоге в том году досталась Лайзе Миннелли. Она тем не менее получила приз от Национального совета кинокритиков США как лучшая актриса года. Несмотря на скептицизм в отношении афро-драмы, фильм получил похвалу от критиков и оказался хитом в прокате, собирая почти семнадцать миллионов при бюджете в 900 тысяч. Этот успех однако не принес ей каких-либо предложений в кино, так как в тот период роли получали лишь белые актрисы.
Тайсон добилась наибольшего признания благодаря ролям в разнообразных сделанных для телевидения фильмах и мини-сериалах. В 1974 году она стала первой темнокожей актрисой, выигравшей премию «Эмми» за лучшую женскую роль в мини-сериале или фильме за «Автобиография мисс Джейн Питтман». Фильм транслировался на CBS и стал одним из первых, где афроамериканцы показывались не в стереотипном ключе. В 1976 году снялась в роли Кошки в советско-американском фильме "Синяя птица". В 1977 году она была частью актёрского ансамбля мини-сериала «Корни», который стал самым рейтинговым мини-сериалом в истории. Роль принесла ей номинацию на «Эмми» за лучшую женскую роль второго плана в мини-сериале или фильме. В последующие годы она номинировалась на «Эмми» за роли в телефильмах «Кинг» (1978), «История Марвы Коллинз» (1981), прежде чем выиграть вторую статуэтку за роль второго плана в мини-сериале «Самая старая оставшаяся в живых вдова конфедератов рассказывает…». В 1994—95 годах она снималась наравне с Мелиссой Гилберт в сериале CBS «Сладкое правосудие», играя роль правозащитника и адвоката. Шоу было закрыто после одного сезона, однако Тайсон получила номинацию на «Эмми» за лучшую женскую роль в драматическом телесериале, становясь тем самым третьей темнокожей актрисой после Элфри Вудард и Реджины Тейлор, выдвигаемых в этой категории.
В 1991 году Тайсон играла прислугу в кинофильме «Жареные зелёные помидоры». В 1997 году она сыграла гораздо более существенную роль главы гангстеров в фильме «Гангстер». Восемь лет спустя она появилась в двух фильмах: «Благодаря Винн-Дикси» и «Дневник безумной чёрной женщины» Тайлера Перри. С тех пор она появилась в трёх других фильмах Перри: «Воссоединение семьи Мэдеи», «Зачем мы женимся снова?» и «Я, Алекс Кросс». В 2011 году она появилась в небольшой, но важной роли в фильме «Прислуга», играя роль пожилой прислуги. Также Тайсон сыграла роль бабушки героини Узо Адубы в фильме 2015 года «Поиски корней».
В последние годы Тайсон продолжала играть роли в телефильмах, номинируясь на «Эмми» за «Урок перед смертью» (1999), «Относительно незнакомый» (2009) и «Поездка в Баунтифул» (2014). Роль в «Поездка в Баунтифул» она ранее исполняла в бродвейской постановке, которая принесла ей премию «Тони» за лучшую женскую роль в пьесе в 2013 году. Также в 2000-х она появилась в сериалах «Прикосновение ангела» и «Закон и порядок: Специальный корпус». В 2015 году Виола Дэвис, с которой она снялась в фильме «Прислуга», пригласила Тайсон сыграть мать её персонажа в сериале Шонды Раймс «Как избежать наказания за убийство». Роль принесла ей номинацию на премию «Эмми» в 2015 году.
6 сентября 2018 года было объявлено, что Тайсон станет одним из лауреатов почётного «Оскара» за выдающиеся заслуги в кинематографе в этом году. Она вошла в историю премии как первая афроамериканка, которая получила «Оскар» в этой категории.

## Личная жизнь
26 ноября 1981 года актриса вышла замуж за джазового музыканта Майлза Дэвиса. Их брак продлился семь лет и закончился разводом в 1988 году. Школа театральных и изящных искусств в городе Ист-Оурендж в Нью-Джерси носит имя Сисели Тайсон.